# Mes défauts
Singles de Superbus
Apprends-moi All Alone
Pistes de Happy BusDay: The Best of Superbus
Lova Lova On s'aime
Mes Défauts est une chanson du groupe de pop-rock français Superbus, qui paraitra sur l’album de compilation Happy BusDay - Le Best of Superbus ; elle en a été le premier extrait paru en single.

## Clip
Le clip est un hommage à Norman Rockwell, le peintre naturaliste américain, et réalisé par Mark Maggiori (tel Apprends-moi). Il se déroule dans une ambiance de TV Show des Années 1950.
 À chaque "mini-dialogue" 2 clients s'assoient devant un bar où Jennifer les sert. Puis au refrain on voit le groupe jouer dans un vaste lieu de couleur rose pâle.

## Parution
Le single ne benificiera pas de support commercial, et ne sera donc pas en magasins. Mais il est possible de se le procurer, dédicacé par le groupe, en étant une des 100 premières personnes à avoir précommandé l'édition collector d'Happy BusDay: The Best of Superbus.